# Cashero
Cashero är ett samhälle och en zon i Aruba (Kungariket Nederländerna). Det ligger i den centrala delen av landet, 5 km öster om huvudstaden Oranjestad. Antalet invånare i zonen Cashero, som även omfattar en del omkringliggande byar, är 2 246.